# Encarnació Viñas Olivella
Encarna Viñas Olivella (Lleida, 1919 - Palma, 2003) fou una pedagoga i activista cultural catalana.
Nasqué a Lleida el 1919, en una família de mestres i pedagogs que influirien molt en el seu desenvolupament personal i professional. El seu pare, Gabriel Viñas Morant, fou catedràtic de Pedagogia de l'Escola Normal de Palma i passà a la història de la pedagogia per la important tasca docent i de renovació pedagògica basada en la Institución Libre de Enseñanza que hi dugué a terme. La seva germana Cèlia, nascuda el 1915, fou deixeble del gran autor literari Gabriel Alomar i Villalonga, catedràtica de Llengua i Literatura Castellana a un institut d'Almeria i escriptora de diversos llibres de poemes. L'ambient culte i liberal en el qual cresqué Encarna marcà sense cap dubte la seva història. A causa de les necessitats econòmiques de la família, es veié obligada a deixar els estudis, però més endavant realitzà a Palma els cursos de batxillerat i es llicencià a la Universitat de Barcelona en Filosofia i Lletres (1948).
El 1956 es casà amb el poeta Josep Maria Llompart —a qui havia conegut l'any 1939 a les classes particulars de don José Maria Eyaralar— i, amb ell, conegué alguns il·lustres catalans i castellans de l'època i participà en alguns actes de cabdal importància en aquest àmbit, com les Trobades poètiques de Formentor. Fou membre del grup que a partir dels anys cinquanta dinamitzà la vida cultural i, concretament, la vida literària de Mallorca. Iniciaren aquesta dinamització amb tertúlies literàries a les cases particulars d'importants personatges com foren Llorenç Moyà, Francesc de Borja Moll, entre d'altres; i a casa seva. A poc a poc, aquestes tertúlies s'anaren obrint al públic i es realitzaren en format de conferència en espais oberts a altres assistents.
Encarna treballà a Papeles de son Armadams i després preparà, de manera particular, alumnes de Magisteri per a les oposicions. Després —en els cursos compresos entre el 1967-68 i 1970-71– fou professora de llengua castellana a l'Escola de Formació del Professorat d'Educació General Bàsica de Palma, on promogué representacions teatrals en català, conferències i actes culturals. Més endavant treballà a l'ensenyament secundari en els IES (Instituts d'Educació Secundària) Joan Alcover i Antoni Maura.
Durant els anys 60 i 70, el fet de ser promotora —juntament amb el seu marit— d'actes culturals i de la dinamització de l'illa de Mallorca, la feu una activista molt present en la vida cultural, intel·lectual i popular illenca. Així, Encarna formà part, amb el seu marit, del grup de personatges il·lustres que participaren activament en la vida cultural de l'illa de Mallorca i que, el 1962, donaren suport a la creació de l'Obra Cultural Balear (OCB), entitat que englobava les seves principals reivindicacions —la lluita en pro de la llengua, la cultura i el país— i que el seu marit, Josep Maria Llompart, presidí des de 1978 fins a 1986. Fou, doncs, impulsora de les representacions teatrals en català a Mallorca i, amb el seu marit, impulsora de la creació de l'Obra Cultural Balear.
El 1993 Encarna enviudà però, tot i així, seguí sent una figura present en els homenatges que, des del 1992, un conjunt d'institucions culturals mallorquines, promogudes per la OCB, retien al seu marit. Deu anys més tard, el 2003, morí a Palma, un any després que el Govern de les Illes Balears li concedís el Premi Ramon Llull (2002).